# Grewia hornbyi
Grewia hornbyi är en malvaväxtart som beskrevs av Hiram Wild. Grewia hornbyi ingår i släktet Grewia och familjen malvaväxter. Inga underarter finns listade i Catalogue of Life.